# Theridion fungosum
Theridion fungosum là một loài nhện trong họ Theridiidae.
Loài này thuộc chi Theridion. Theridion fungosum được Eugen von Keyserling miêu tả năm 1886.